# Traian Tomescu
Traian Tomescu (n. 23 octombrie 1920, Hârșova – d. 8 iunie 2006, București) a fost un antrenor emerit de fotbal, vicepreședinte al Comisiei Campionatului Național și președinte al Comisiei de Apel a FRF.
Traian Tomescu, proeminentă și unanim apreciată personalitate a fotbalului românesc, printre altele antrenor emerit și membru de onoare al Federației Române de Fotbal.
Traian Tomescu s-a născut în localitatea Hârșova, județul Constanța, în anul 1920. A fost profesor de educație fizică și sport, fiind totodată licențiat în drept. A jucat fotbal la Brăila, la formația AS Primăria între 1936-1938, continuând la Dacia Unirea Brăila în perioada 1939-1940, apoi la PTT București. A renunțat să mai joace fotbal, dându-și seama ca nu poate face performanță din cauza numărului mare de dioptrii. A continuat totuși să facă sport, desfășurând o intensă activitate polisportivă în perioada studenției. A fost jucător de baschet la AS Drapelul, în divizia B, apoi a jucat handbal în divizia A, la ANEF București. De asemenea, a participat la curse de canotaj de mare fond pe Dunăre și la trei concursuri de maraton în cadrul clubului Atletic Club Roman.
Din 1957 a început o nouă activitate, cea de antrenor de fotbal, prima echipă pe care a pregătit-o fiind Ceahlăul Piatra Neamț. A urmat UTA, unde a antrenat pentru o perioadă scurtă. În perioada 1958-1962 a fost secretar tehnic al FRF, în ultimul an al acestui mandat revenindu-i și funcția de secretar al Comisiei de organizare a turneului UEFA de la București. Timp de un an (1962-1963) a fost antrenor federal, după care a revenit ca antrenor de club, pregătind între 1962 și 1963 formația Siderurgistul Galați. În perioada 1964-1976, a fost șeful Secției de Fotbal din cadrul Municipiului București, tot în acest interval activând ca profesor-antrenor la Școala Sportivă nr. 2 din Capitală, printre elevii săi numărându-se fostul președinte al FRF, Mircea Sandu, și Vlad Marica, Marcel Lică, Petre Grosu, Daniel Ciucă, fotbaliști care ulterior au evoluat în Divizia A. Între 1976 și 1982 a lucrat în cadrul clubului de fotbal Sportul Studențesc, după care s-a pensionat.
A revenit în actualitate după 1989, avand o prezență activă în fotbal, îndeplinind funcția de vicepreședinte al Comisiei Campionatului Național și președinte al Comisiei de Apel a FRF, iar în ultima perioadă a fost membru al acestui for.